# Đường cao tốc Vĩnh Hảo – Phan Thiết
Đường cao tốc Vĩnh Hảo – Phan Thiết (ký hiệu toàn tuyến là CT.01) là một đoạn đường cao tốc thuộc hệ thống đường cao tốc Bắc – Nam phía Đông qua địa phận tỉnh Lâm Đồng.

## Thiết kế
Tuyến đường cao tốc này có chiều dài 100,8 km, điểm đầu tại xã Vĩnh Hảo, Lâm Đồng nối tiếp với đường cao tốc Cam Lâm – Vĩnh Hảo và điểm cuối giao với đường đi Mỹ Thạnh thuộc xã Hàm Kiệm, kết nối với đường cao tốc Phan Thiết – Dầu Giây. Giai đoạn 1 của tuyến đường xây dựng 4 làn xe không có làn dừng khẩn cấp, bố trí một số điểm dừng khẩn cấp cách quãng 4 – 5km/1 điểm, nền đường rộng 17 m, vận tốc tối đa 90 km/h (trước tháng 1 năm 2024 là 80 km/h); giai đoạn hoàn chỉnh sẽ đầu tư thành 6 làn xe, bề rộng nền đường 32,25 m, vận tốc thiết kế 120 km/h.

## Xây dựng
Tuyến đường có tổng mức đầu tư 10.853 tỷ đồng, được khởi công vào cuối tháng 9 năm 2020, chính thức thông xe vào ngày 19 tháng 5 năm 2023 và đến ngày 18 tháng 6 năm 2023 tuyến cao tốc đã được tổ chức khánh thành cùng với đường cao tốc Nha Trang – Cam Lâm.

## Chi tiết tuyến đường

Bảng thông tin tốc độ cao tốc

### Làn xe
- 4 làn xe, có điểm dừng khẩn cấp

### Chiều dài
- Toàn tuyến: 100,8 km

### Tốc độ giới hạn
- Tối đa: 90 km/h, Tối thiểu: 60 km/h

## Trạm dừng nghỉ
Cao tốc Vĩnh Hảo - Phan Thiết được quy hoạch 2 trạm dừng nghỉ tại Km 205+092 (huyện Hàm Thuận Bắc) và tại Km 144+560 (huyện Tuy Phong). Diện tích mỗi trạm là 10 ha bao gồm bên trái và bên phải tuyến. Từ ngày 20.8, nhà đầu tư trạm dừng nghỉ tại Km 205 đã triển khai thi công sau khi được bàn giao mặt bằng. Dự kiến sẽ phục vụ người dân trong Tết Ất Tỵ 2025

### Trạm dừng nghỉ tại Km 205+092 (huyện Hàm Thuận Bắc)
Trạm dừng chân này do Liên danh Thành Thành Nam - Châu Thành - Việt Hàn - Sài Gòn Investment - Thành Thành Công Lâm Đồng thi công với tổng giá trị xây dựng hơn 310 tỷ đồng. Trạm có diện tích gần 10 ha (mỗi bên 5 ha)

### Trạm dừng nghỉ tại Km 144+560 (huyện Tuy Phong)
Ngày 15.1, UBND huyện Tuy Phong cho biết, công tác giải phóng mặt bằng Trạm dừng nghỉ tại Km144+560 còn nhiều khó khăn, phức tạp và khả năng không đảm bảo yêu cầu tiến độ bàn giao mặt bằng theo quy định.Trước đó, ngày 27.11.2024, UBND huyện Tuy Phong đã có báo cáo về khó khăn, vướng mắc trong công tác giải phóng mặt bằng và đề xuất điều chỉnh vị trí dự kiến bố trí Trạm dừng nghỉ Km144+560 dịch chuyển vị trí sang Km147+500 đã được thống nhất với Ban quản lý dự án 7 (chủ đầu tư cao tốc Vĩnh Hảo - Phan Thiết).
Sau khi nghe báo cáo tình hình, tiến độ thực hiện công tác bồi thường, giải phóng mặt bằng dự án đầu tư 2 trạm dừng nghỉ trên cao tốc Vĩnh Hảo - Phan Thiết, ngày 27.12.2024, UBND tỉnh Bình Thuận đã giao Sở Tài nguyên và Môi trường chủ trì phối hợp với Sở Kế hoạch và Đầu tư và UBND huyện Tuy Phong rà soát các khó khăn, vướng mắc trong công tác bồi thường, giải phóng mặt bằng trạm dừng nghỉ Km144+560 để đề xuất các giải pháp giải quyết.
Sáng ngày 24/1, được sự đồng ý của Bộ Giao thông vận tải,Trạm dừng nghỉ tạm tại Km205+092 tuyến cao tốc Vĩnh Hảo – Phan Thiết (thuộc xã Hàm Trí, huyện Hàm Thuận Bắc) đã đưa vào hoạt động.

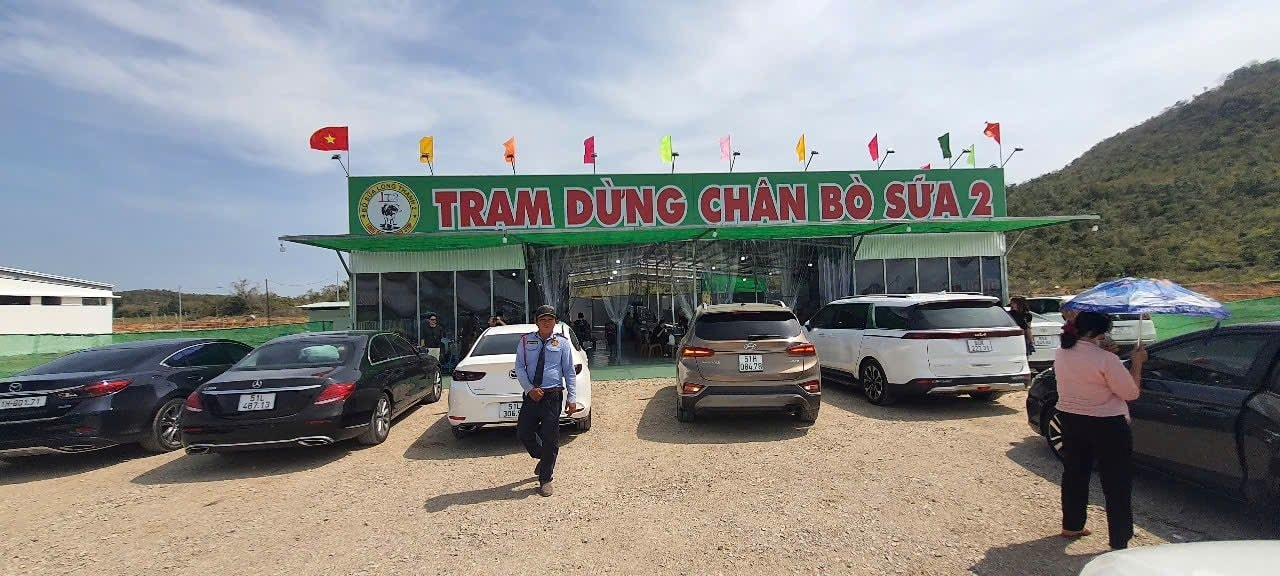
Trạm dừng nghỉ tại Km205+092

## Lộ trình chi tiết
- IC - Nút giao, JCT - Điểm lên xuống, SA - Khu vực dịch vụ (Trạm dừng nghỉ), TN - Hầm đường bộ, TG - Trạm thu phí, BR - Cầu
- Đơn vị đo khoảng cách là km.

| Số                                                        | Tên                                                    | Khoảng cách từ đầu tuyến                               | Kết nối                                                | Ghi chú                                                | Vị trí                                                 |                                                        |
| Kết nối trực tiếp với Đường cao tốc Cam Lâm – Vĩnh Hảo    | Kết nối trực tiếp với Đường cao tốc Cam Lâm – Vĩnh Hảo | Kết nối trực tiếp với Đường cao tốc Cam Lâm – Vĩnh Hảo | Kết nối trực tiếp với Đường cao tốc Cam Lâm – Vĩnh Hảo | Kết nối trực tiếp với Đường cao tốc Cam Lâm – Vĩnh Hảo | Kết nối trực tiếp với Đường cao tốc Cam Lâm – Vĩnh Hảo | Kết nối trực tiếp với Đường cao tốc Cam Lâm – Vĩnh Hảo |
| --------------------------------------------------------- | ------------------------------------------------------ | ------------------------------------------------------ | ------------------------------------------------------ | ------------------------------------------------------ | ------------------------------------------------------ | ------------------------------------------------------ |
| 1                                                         | IC Vĩnh Hảo                                            | 135.0                                                  | Quốc lộ 1                                              | Đầu tuyến đường cao tốc                                | Vĩnh Hảo                                               |                                                        |
| SA                                                        | Trạm dừng nghỉ                                         | 139.1                                                  |                                                        | Hướng Nam - Bắc Chưa thi công                          | Tuy Phong                                              |                                                        |
| 2                                                         | IC Chợ Lầu (Sông Mao)                                  | 158.0                                                  | Đường Chợ Lầu – Đại Ninh                               |                                                        | Bắc Bình                                               |                                                        |
| 3                                                         | IC Đại Ninh                                            | 173.8                                                  | Quốc lộ 28B Đường Nguyễn Hội                           |                                                        | Lương Sơn                                              |                                                        |
| BR                                                        | Cầu Sông Lũy                                           | ↓                                                      |                                                        | Vượt sông Lũy                                          | Ranh giới Lương Sơn – Sông Lũy                         |                                                        |
| SA                                                        | Trạm dừng nghỉ                                         | 199.0                                                  |                                                        | Hướng Nam-Bắc Ngưng hoạt động                          | Hồng Sơn                                               |                                                        |
| 4                                                         | IC Ma Lâm                                              | 208.0                                                  | Quốc lộ 28                                             |                                                        | Hàm Thuận                                              |                                                        |
| -                                                         | IC Hàm Hiệp                                            | 220.2                                                  | Đường Lê Duẩn nối dài                                  | Được đề xuất                                           | Hàm Liêm                                               |                                                        |
| BR                                                        | Cầu Cà Ty                                              | ↓                                                      |                                                        | Vượt sông Cà Ty                                        | Hàm Liêm                                               |                                                        |
| BR                                                        | Cầu vượt đường sắt                                     | ↓                                                      |                                                        | Vượt đường sắt Bắc Nam                                 | Hàm Kiệm                                               |                                                        |
| 5                                                         | IC Ba Bàu                                              | 230.1                                                  | Đường Hàm Kiệm – Mỹ Thạnh                              | Cuối tuyến đường cao tốc                               | Hàm Kiệm                                               |                                                        |
| Kết nối trực tiếp với Đường cao tốc Phan Thiết – Dầu Giây |                                                        |                                                        |                                                        |                                                        |                                                        |                                                        |
| 1.000 mi = 1.609 km; 1.000 km = 0.621 mi                  |                                                        |                                                        |                                                        |                                                        |                                                        |                                                        |

Ghi chú
1. ↑  Khoảng cách tiếp nối từ đoạn Nha Trang – Vĩnh Hảo